# گرینواتر (واشینگتن)
گرینواتر (به انگلیسی: Greenwater) یک منطقهٔ مسکونی در ایالات متحده آمریکا است که در شهرستان پیرس، واشینگتن واقع شده‌است. گرینواتر ۳٫۹ کیلومتر مربع مساحت و ۶۷ نفر جمعیت دارد و ۵۱۸ متر بالاتر از سطح دریا واقع شده‌است.